# Pepłowo (powiat płocki)
Pepłowo – wieś sołecka w Polsce położona w województwie mazowieckim, w powiecie płockim, w gminie Bodzanów.
W latach 1975–1998 miejscowość należała administracyjnie do województwa płockiego.
Dawniej: Peplono – nazwa dzierżawcza od nazwy osobowej Pepło. W gwarze polskiej „pepłać” znaczy: pluskać lub mówić od rzeczy, niewyraźnie seplenić. Pierwsza wzmianka: rok 1433. Wieś szlachty zagrodowej od XVI w., zasiedlona przez Pepłowskich herbu Szeliga i podzielona na przysiółki zmieniające nazwy. W XVIII - Zawidzkich, 1817 -Mieczyńskiego, od 1818 Dunin – Mieczyńskich. Oni to wznoszą w 4. ćwierci XIX w. dwór - w charakterze willi szwajcarskiej, murowany z cegły, otynkowany, na podmurówce z granitu, z narożami boniowanymi, parterowy, na planie kwadratu, siedmioosiowy, od frontu ryzalit poprzedzony gankiem o czterech kolumnach i tarasem na piętrze, osłonięty dachem, dach czterospadowy. W roku Pepłowo to 1888 wieś i folwark starannie prowadzony, z piękną pasieką. Stoi tu też wiatrak. Od roku 1890 majątek należy do Lasockich. Lasoccy zakładają park wokół dworu według projektu Stefana Celichowskiego z 1905 roku – rozplanowany na wyniesieniu terenu z centralnie położonym dworem, nad stawami.
W Pepłowie znajduje się kościół parafialny pw. Nawiedzenia św. Elżbiety przez NMP (starokatolicki mariawitów), a także mariawicki cmentarz, współużytkowany przez parafię centralną (felicjanowską) Kościoła Katolickiego Mariawitów.
W 1944 roku oddział Armii Ludowej z brygady "Synowie Ziemi Mazowieckiej" zaatakował tu sztab brygady i pluton sztabowy SS w sile ok. 70 żołnierzy. Zginęło trzech oficerów hitlerowskich, a kilkunastu żołnierzy zostało rannych. Niemiecka odsiecz pomyłkowo ostrzelała własne oddziały w rezultacie czego zginęło dodatkowo 13 hitlerowców, a ok. 25 zostało rannych. 